# Young for Eternity
Young for Eternity é o álbum de estréia da banda de indie rock do Reino Unido The Subways. Foi lançado em 4 de julho de 2005 pela City Pavement e Infectious Records. Atingiu posição 32 nas paradas musicais do Reino Unido.

## Faixas
1. "I Want to Hear What You Have Got to Say" - 3:24
2. "Holiday" - 1:52
3. "Rock and Roll Queen" - 2:51
4. "Mary" - 2:59
5. "Young for Eternity" - 2:08
6. "Lines of Light" - 2:12
7. "Oh Yeah" - 2:58
8. "City Pavement" - 2:44
9. "No Goodbyes" - 3:31
10. "With You" - 3:02
11. "She Sun" - 3:21
12. "Somewhere" - 4:45
  - Contém a faixa escondida "At 1am" - 1:51

## Integrantes

### A banda
- Billy Lunn - guitarra, vocal e letras
- Charlotte Cooper - baixo e vocal
- Josh Morgan - bateria

### Equipe técnica
- Ian Broudie - produção e mixagem
- Jon Gray - engenharia de som e mixagem
- Stuart Nicholls - fotografia
- Sarh Foley - projeto da capa
- Stage Three Music LTD. - publicação